# Gustaf Wilhelm Edlund
Gustaf Wilhelm Edlund, född 19 augusti 1829 i Åbo, död 12 mars 1907 i Helsingfors, var en finländsk bokförläggare.
Edlund var från 1845 verksam i en bokhandel i Åbo och flyttade 1849 till Helsingfors, där han 1863 övertog J.C. Frenckel & Sons bokhandel, vilken han sålde 1900. Han inledde sin förläggarverksamhet 1853 med utgivandet av Thekla Knös dikter. Edlund, som länge var Finlands enda mer betydande förläggare, var förläggare till Johan Ludvig Runebergs och Zacharias Topelius arbeten, Fredrik Cygnæus "Samlade skrifter", "Finland i 19:e seklet", M. G. Schybergsons "Finlands historia" och Karl Ferdinand Ignatius "Finlands geografi", "Finsk biografisk handbok" och andra större arbeten, särskilt på det historiska området. Han var under en lång följd av år ordförande i Finska förlagsföreningen och erhöll 1884 kommerseråds titel. Edlunds bokförlag uppgick 1917 i Holger Schildts Förlags AB.